# Monasterio de Alaverdí

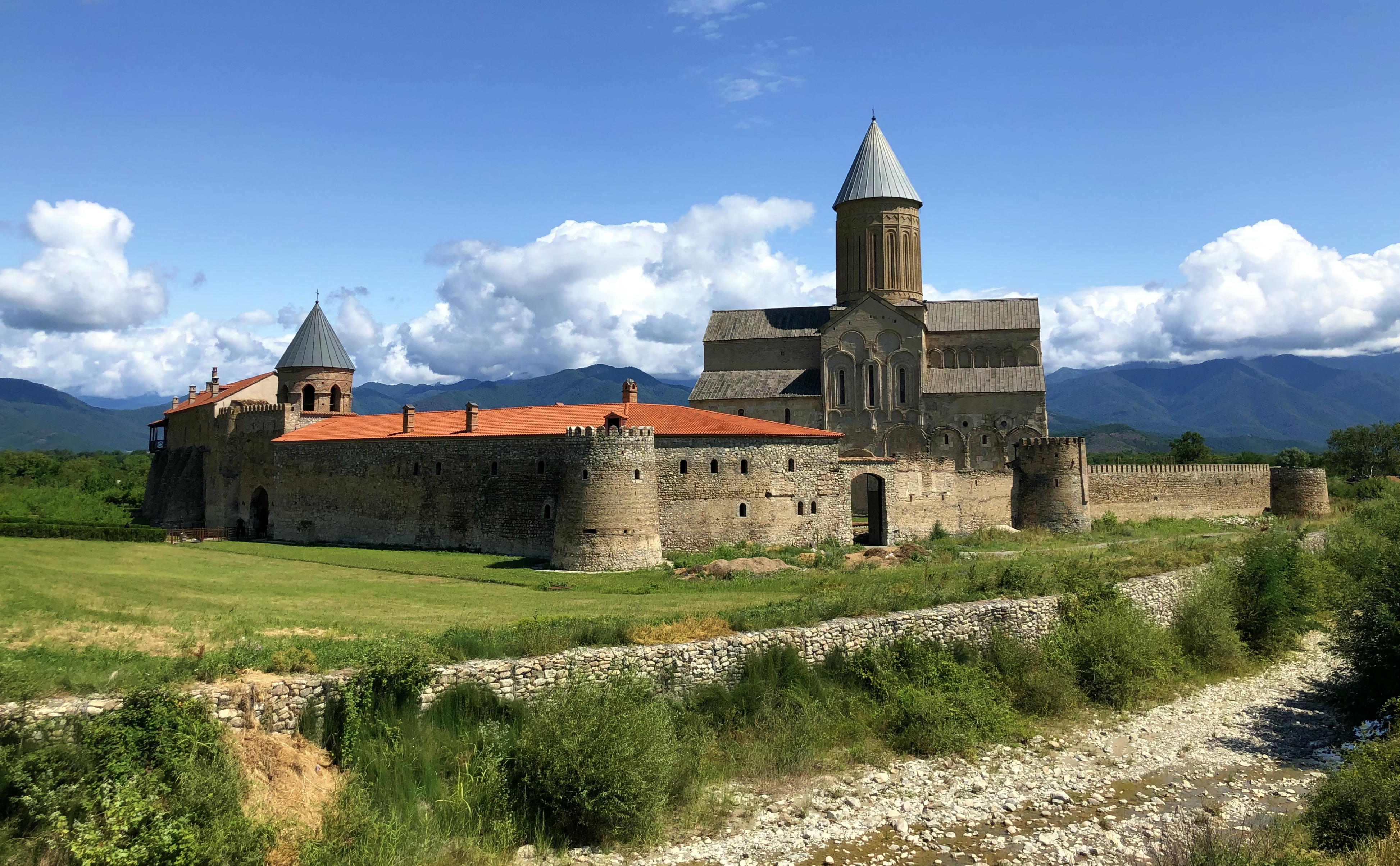
Monasterio de Alaverdí.

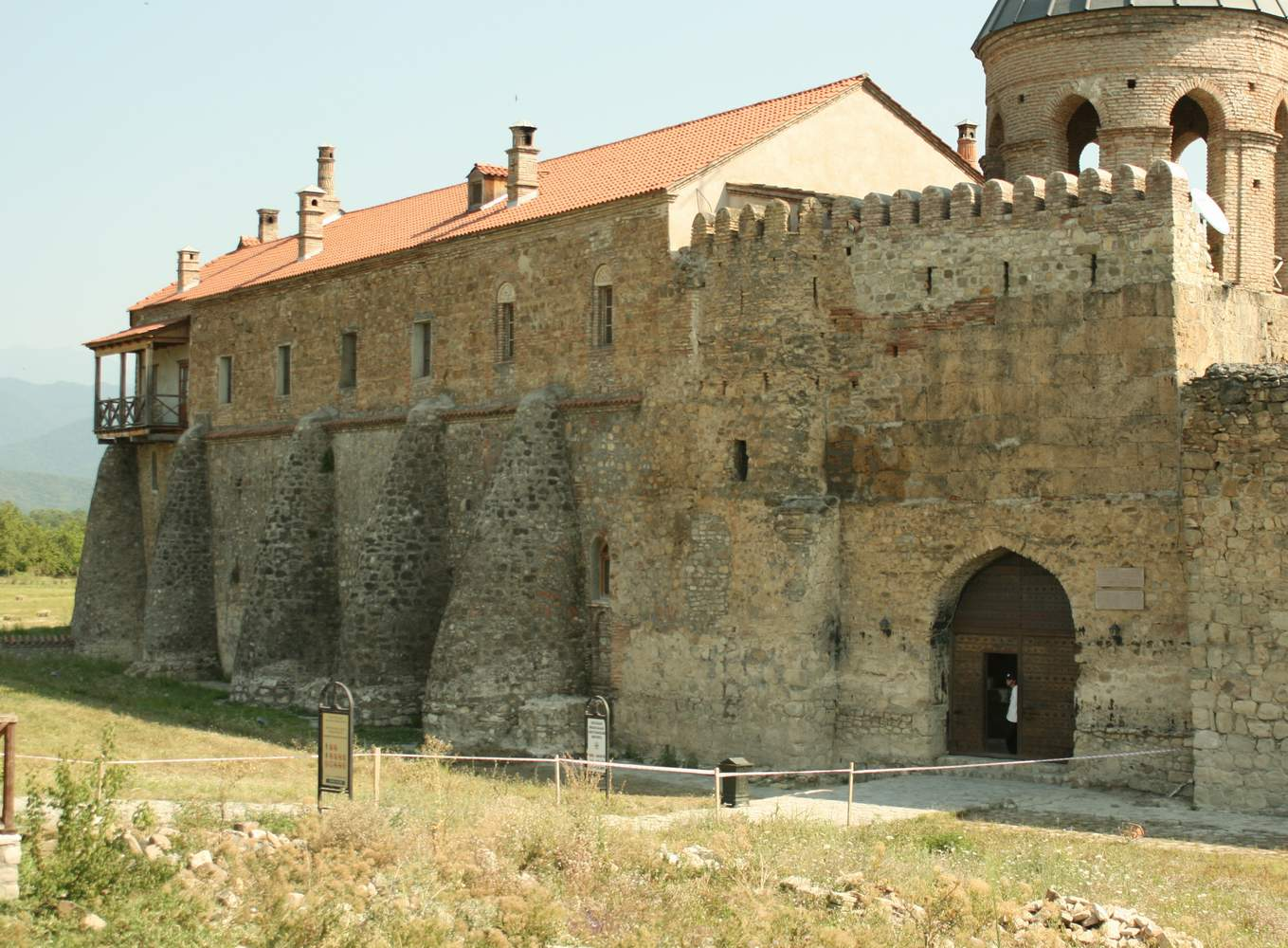
Aspecto de una de las puertas del monasterio.

El monasterio de Alaverdí (en georgiano: ალავერდის მონასტერი) es un monasterio de la Iglesia ortodoxa y apostólica georgiana situado a 25 km al este de la pequeña ciudad de Ajmeta, en la región de Kajetia del este de Georgia. Partes del monasterio se remontan al siglo VI, pero la catedral actual fue construida en el siglo XI por Kvirike III de Kajetia sobre una iglesia de San Jorge anterior.
Ha sido presentada solicitud en 2007 para la inclusión de la catedral en el Patrimonio de la Humanidad de la UNESCO.

## Historia
El monasterio fue fundado por el monje asirio Joseph (Yoseb, Amba) Alaverdí, que vino de Antioquía y se asentó en Alaverdí, entonces un pequeño pueblo, centro religioso pagano dedicado a la Luna. Con una altura de 55 m, la catedral de Alaverdí es el segundo edificio religioso más alto de Georgia, tras la catedral de la Santísima Trinidad de Tiflis, consagrada en 2004. Su volumen total es menor también que el de la catedral de Svetitsjoveli, en Mtsjeta. El monasterio es el lugar de celebración del festival anual Alaverdoba. Los monjes producen su propio vino.

## Enterramientos

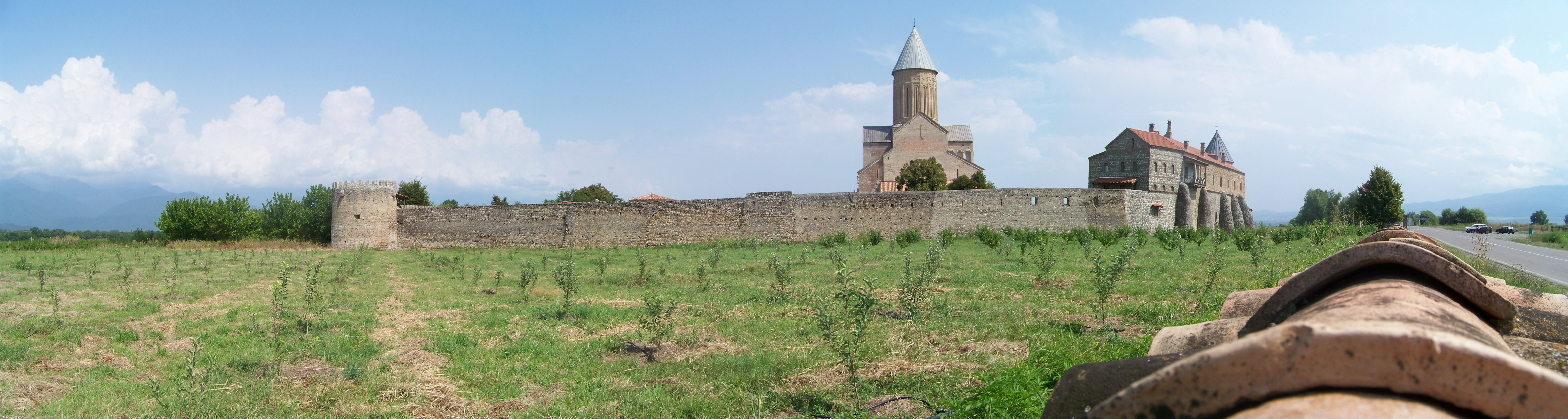
Panorama del monasterio desde el sur.

- Ketevan de Kajetia
- Teimuraz I de Kajetia

## Galería de imágenes

Frescos del monasterio de Alaverdí.
Theotokos de Alaverdí.
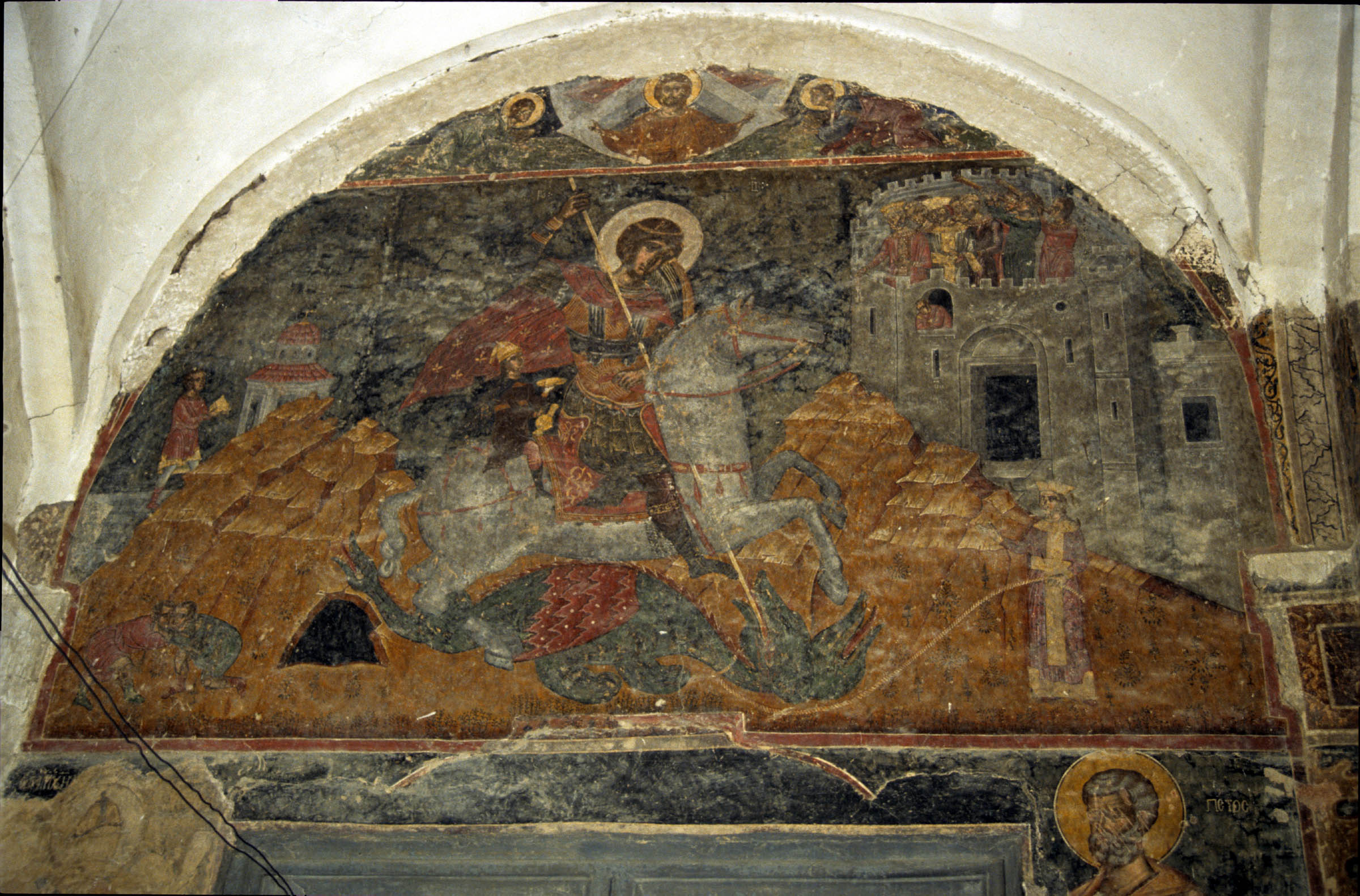
Fresco de San Jorge en Alaverdí.
Vista de una parte de las dependencias del monasterio.
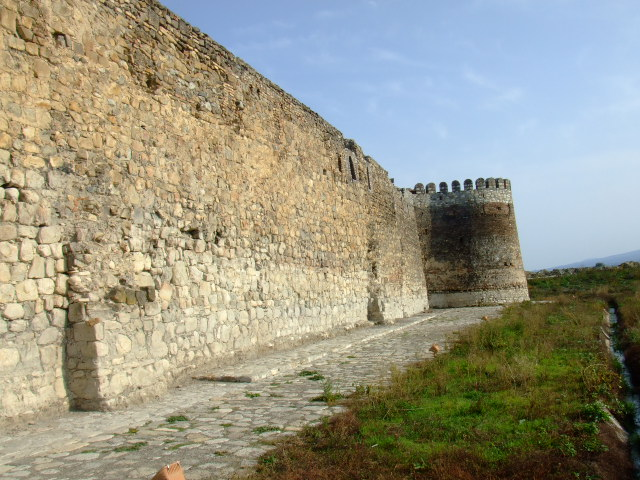
Muralla del monasterio.